# Archiearis flava
Archiearis flava là một loài bướm đêm trong họ Geometridae.